# Walter Bustamante
Walter Bustamante (Bellavista, Provincia constitucional del Callao, Perú, 17 de abril de 1968) es un exfutbolista y entrenador peruano. Jugaba como mediocampista.

## Trayectoria
En 1985, fue parte de la nómina de la Selección Peruana juvenil para el torneo pre olímpico de futbol, comandado por Luis Cruzado. Junto a él están sus compañeros de equipo Juan Reynoso, Alfonso Yáñez, Roberto Martínez y Luis Escobar.
Bustamante había hecho formativas en el Sport Boys pero debutaría en Primera División con la camiseta de Deportivo Municipal con tan solo 17 años en 1986, donde fue una de las revelaciones del torneo. En 1987 logra convertirse en titular indiscutible. En 1988, fue el año del pico de su rendimiento en Primera División, totalizando 11 goles, un logro muy renumerado para un mediocampista. Por su buen desempeño es recomendado por empresarios al futbol europeo, precisamente al futbol inglés. Siguieron las campañas y sus actuaciones empezaron a ser regulares.
A inicios de 1991, decidió partir a Estados Unidos, donde lo acogió el Long Island University, con el que participó en el futbol americano.
En 1994 fue seleccionado como el jugador del año de la Conferencia del Noreste. Mantiene hasta el día de hoy un récord de asistencia con dicho club.
En 1995 es fichado por uno de los clubes más grandes de esa zona, el Jersey Dragons, en calidad de cedido y donde se destacó con el club "aviador".
Jugó un partido clave ante MetroStars, que gracias a su buena actuación, este último club compra su pase en cara a la próxima campaña (1996).
Tras rescindir contrato con el MetroStars. A mediados de 1996 decide retornar a su país para jugar en el Universitario de Deportes. Para el 1997 ficha por el modesto Alianza Atlético de la Primera División.
En enero de 1998 arregló con el New Jersey Stallions por dos años, regresando así a este país.
Después de retirarse del futbol profesional, comenzó a enseñar un curso de español de secundaria en la Escuela Católica Our Lady of Good Counsel, desde 2015 hasta 2018. Actualmente trabaja en la Escuela Católica Saint Michael en Annandale como Profesor de Educación Física y maestro de lenguaje.

## Clubes
| Club                      | País           | Año       |
| ------------------------- | -------------- | --------- |
| Deportivo Municipal       | Perú           | 1986-1990 |
| Long Island University    | Estados Unidos | 1991-1994 |
| → Jersey Dragons (cedido) | Estados Unidos | 1995      |
| MetroStars                | Estados Unidos | 1996      |
| Universitario de Deportes | Perú           | 1996      |
| Alianza Atlético          | Perú           | 1997      |
| New Jersey Stallions      | Estados Unidos | 1998-1999 |

## Palmarés

### Campeonatos nacionales
| Título           | Club                      | País | Año  |
| ---------------- | ------------------------- | ---- | ---- |
| Primera División | Universitario de Deportes | Perú | 1996 |